# 严春风事件
严春风事件又称严书记事件，是指2018年5月发生的一起中国网络反腐事件。5月10日晚间，中国共产党广安市委员会副书记严春风的前妻李向阳因不满老师对她女儿的教育方式，要求学校开除涉事教师。其行为被网络曝光后，引发中国舆论高度关注“严书记”，并且导致严春风于5月14日被中国共产党四川省纪律检查委员会、四川省监察委员会介入调查。5月18日，四川省纪委监委称广安市委副书记严春风涉嫌严重违纪违法，目前正接受纪律审查和监察调查。严春风前妻的一番言论就让其在4天内落马，事件由此升级为一次中国网络驱动的反腐事件。

## 事件经过
2018年4月，成都金苹果爱弥儿幼稚园（南区）一位老师误把对学生严某某的吐槽发到班级微信群之中，学生的母亲李向阳回应称该学生是严书记之女，并质问这位老师“对严书记的女儿说这话是什么意思”。此前，李向阳声称，严某某已经被四川嘉祥外国语学校确定为幼升小的内定生，事后有消息透露该教师已被开除。此番微信群聊对话引发中国民众高度关注，不少网友将事件所涉及的“严书记”指向一名四川省广安市的市委副书记严春风。
5月12日，一份与严书记相关的舆情情况报告在网上流传，在这份署名为严春风的报告称严春风对此次事件毫不知情，并表示幼儿园没有任何老师被开除，“严某某妈妈”是其第二任妻子李向阳，两人在2011年结婚并育有一女，2013年因工作长期分居女方出轨而离婚，其女严某某随李向阳生活。严春风在报告结尾称自己高度重视网络舆情，对带来的不良影响深表愧疚。不过，网友对于这份署名严春风的舆情报告并不买单，表示严书记曾经还来班上给孩子们讲过课，平时偶尔还接送孩子，他们还有一个3岁的小儿子，长相酷似严书记。
舆论持续发酵，民众关注焦点已经从特权问题转向了廉政问题。中共四川省纪委宣传中心主任苑坚接受中国中央电视台记者杨妮采访时说，四川省纪委监委已经及时介入调查。
5月14日，中共四川省纪律检查委员会、四川省监察委员会在其官方网站回应“严春风舆情”事件，表示已关注到网友反映的相关情况，已及时介入调查核实。18日，四川省纪委、监委称广安市委副书记严春风涉嫌严重违纪违法，正在接受纪律审查和监察调查。严书记事件由此升级成为一次中国网络反腐事件。
2018年11月13日，四川省纪委决定给予严春风开除党籍处分；由省监委给予其开除公职处分；终止其四川省第十一次党代会代表资格、广安市第五次党代会代表资格；收缴其违纪违法所得；将其涉嫌犯罪问题移送检察机关依法审查起诉，所涉财物随案移送。
2019年8月2日，四川省德阳市中级人民法院一审以受贿罪判处严春风有期徒刑10年，并处罚金人民币60万元；对严春风受贿所得财物及孳息，依法予以追缴，上缴国库。严春风当庭表示认罪服判，不上诉。

## 若干质疑
严书记女儿就读的金苹果幼儿园是贵族幼儿园，一年学费要5万到15万人民币；严书记的前妻李向阳在成都市高档小区誉丰、华润翡翠城都有房产。网友质疑严书记的工资收入不能负担起贵族幼儿园的学费。
另外，一家名为四川中安建筑工程有限公司的股东名单中既有疑似副书记前妻名字的李某，又有一个叫严春清的男子，二人共持50%股份。不过，该公司一位股东王卫东否认了公司股东里有“严春清”的说法。

## 相关评论
事件发生后，各大媒体就此事件发表了评论。
- 《中国纪检监察报》：“‘严春风舆情’事件是一面镜子，各级领导干部都应该对照检查、自省自警，不但要严格约束自己，还要严格家教家风，严格教育管理亲属和身边工作人员，决不让特权行为滋长蔓延……一次‘舆情风暴’为那些不收敛、不收手、不知止，不能严于律己、严管家人的领导干部再次敲响了警钟：对党不忠诚、不老实，视纪律法律如无物，‘走几步’就必定要‘走到头’了[14]。”
- 法制网：“舆情事件的开始、发酵、解决，都离不开网友的合力监督。政府部门更要利用好网络平台，主动发声，及时回应网民关切，自觉接受人民监督，拉近与群众的距离，真正做到‘干干净净为人民做事，决不辜负人民公仆’的称号[15]。”
- 《人民日报》官方微博：“严春风应声落马，这是舆论监督的胜利，更是反腐的胜利[16]。”
- 人民网：“从严书记的案例中，相关官员应汲取教训……从严治党永远在路上，作风建设一时一刻都不能停[17]。”
- 《新京报》：“本质上，反腐也需要充分吸纳社会监督，以此作为系统内监督机制的补充……实现官方与社会舆论的良性互动，也更容易掌握反腐的主动权。无论是此前的“表哥”杨达才事件，还是前不久的扬州国资委原主任黄道龙因被儿子前女友举报被查事件，都印证了这点……舆论介入，官方跟进，这体现的，就是反腐机制在接纳社会舆论上的开放性[18]。”
- 浙江新闻客户端：“我们非常希望严书记能在这时候出来走两步，澄清事实，自证清白[19]。”
- 中国中央电视台：“纪委监委及时介入，也充分说明相关部门没有回避网络热点，直面舆论质疑，快速回应，值得肯定……面对舆情，相关部门及时用事实说话，不仅可满足公众的基本知情权，更能提升部门公信力[20]。”

在2019年全国两会期间，全国人大代表、中共四川省纪委书记、四川省监委主任王雁飞针对严春风事件时表示，要用好“网络反腐”新力量。

## 类似案例
- “錶叔”杨达才，因在陕西延安8·26特大交通事故露出微笑，被网友人肉搜索出其曾佩戴多块名表。
- 北极鲶鱼事件